# Rousamonjärvi
Rousamonjärvi är en sjö i Finland. Den ligger i kommunen Ranua i landskapet Lappland, i den norra delen av landet, 700 km norr om huvudstaden Helsingfors. Rousamonjärvi ligger 161,4 meter över havet. Arean är 72,1 hektar och strandlinjen är 6,43 kilometer lång. Sjön  ingår i Kemi älvs huvudavrinningsområde. 